# Liste der Kunstwerke im öffentlichen Raum in Wien/Josefstadt
Diese Liste der Kunstwerke im öffentlichen Raum in der Josefstadt enthält die im „Wien Kulturgut“ (digitalen Kulturstadtplan der Stadt Wien) gelisteten Kunstwerke im öffentlichen Raum (Public Art) im Bezirk Josefstadt.
Gedenktafeln und Gedenksteine sind in der Liste der Gedenktafeln und Gedenksteine in Wien/Josefstadt aufgeführt.

## Kunstwerke
| Foto |                 | Name                                                                       | Typ                                      | Standort                                                                              | Künstler              | Datierung         | Beschreibung | Metadaten                                                                    |
| ---- | --------------- | -------------------------------------------------------------------------- | ---------------------------------------- | ------------------------------------------------------------------------------------- | --------------------- | ----------------- | --- | ---------------------------------------------------------------------------- |
| ja   | Datei hochladen | Isisbrunnen ID: 43404 HERIS-ID: 64356 Objekt-ID: 77068                     | Brunnen                                  | Vor Albertplatz 8-8A Standort                                                         |                       | 1833              | Aus einem achtseitigen Gusseisenbecken mit Rosettendekor erhebt sich ein vierseitiges Postament mit wasserspeienden Löwenköpfen an der Vorder- und Rückseite, an der Inschriftentafeln angebracht sich, und die von der Figur der Isis bekrönt wird. Der Brunnen wurde anlässlich der Eröffnung der Albertinischen Wasserleitung errichtet. | Standort: Grünanlage                                                         |
| ja   | Datei hochladen | Hl. Johannes von Nepomuk ID: 43401                                         | Sakrale Kleindenkmäler                   | Alser Straße 17 Standort                                                              |                       | 1. Hälfte 18. Jh. | Der Heilige Johannes Nepomuk steht auf einem hohen Postament mit Ziergitter und hält ein Kruzifix sowie eine Märtyrerpalme in der Hand. | Standort: Vor dem Pfarrhof, neben dem Eingangsportal                         |
| ja   | Datei hochladen | Kreuzwegkapelle (Geißelung Christi) ID: 43398                              | Sakrale Kleindenkmäler                   | Ecke Alser Straße 17/Schlösslgasse 21 Standort                                        |                       | 1709              | In einem kleinen Kapellenbau mit klassizistischer Fassade befinden sich Figuren aus dem Jahr 1639. | Standort: Kapelle am Sockel des Turmes der Minoritenkirche zur Schlösslgasse |
| ja   | Datei hochladen | Bäckerkreuz ID: 43400 HERIS-ID: 70215 Objekt-ID: 83325                     | Sakrale Kleindenkmäler                   | Innungshaus der Bäcker, Florianigasse 13 Standort                                     |                       | Anfang 16. Jh.    | Ein Säulenschaft mit Inschriftenband (auf die Wiedereroberung Raabs 1598 Bezug nehmend) mit der Darstellung Christi und eines Bischofs. Es steht seit 1933 am jetzigen Standort, vorher war es in der Währinger Straße 38-42. | Standort: im Hof                                                             |
| ja   | Datei hochladen | Stehende Figur ID: 42662 HERIS-ID: 47828 Objekt-ID: 51146                  | Profanplastiken/Kunst am Bau freistehend | Friedrich-Schmidt-Pl. 6 Standort                                                      | Fritz Wotruba         | 1968              | Bronzeplastik | Standort: Grünanlage                                                         |
| ja   | Datei hochladen | Kubus EXPORT – Der transparente Raum ID: 87332                             | Profanplastiken/Kunst am Bau freistehend | Hernalser Gürtel, Gürtelbogen 48 Standort                                             | Valie Export          | 2001              | Glaskörper in einem Stadtbahnbogen, um einen offenen Raum der Kommunikation, der Kreativität und der Kontemplation zu schaffen |                                                                              |
| ja   | Datei hochladen | Mariensäule ID: 43399 HERIS-ID: 64321 Objekt-ID: 77028                     | Sakrale Kleindenkmäler                   | Vor der Piaristenkirche, Jodok-Fink-Platz, zwischen Piaristengasse 43 und 45 Standort |                       | 1713              | Auf einem von einem Ziergitter umgebenen dreiseitigen Sockel mit Inschriften und Heiligenfiguren an den Ecken befinden sich Engelfiguren und Putti, vorne halten zwei Ritterfiguren eine Wappenkartusche. Auf dem Kapitell des mit Engelsköpfen umwundenen Säulenschafts erhebt sich eine Figur der Maria Immaculata.                       |                                                                              |
| ja   | Datei hochladen | Mahnmal „369 Wochen“ zur Erinnerung an die Opfer der NS-Justiz ID: 92420   | Denkmäler                                | Landesgerichtsstraße 11 Standort                                                      | Eva Schlegel          | 2015              | Kunstinstallation vor dem Wiener Landesgericht, die 369 Wochen stehen für den Zeitraum der Herrschaft der Nationalsozialisten in Wien | Standort: Vor dem Wiener Landesgericht                                       |
| ja   | Datei hochladen | Metallskulptur „N.I.C. - nature is cool“ ID: 78190                         | Profanplastiken/Kunst am Bau freistehend | Laudongasse / Lange Gasse Standort                                                    | Kurt Hofstetter       | 2009              | Drei aufeinanderstehende Metallkugeln |                                                                              |
| ja   | Datei hochladen | Hl. Johannes von Nepomuk ID: 43402                                         | Sakrale Kleindenkmäler                   | Durchgang zwischen Lederergasse 8 und der Seitenfassade der Piaristenkirche Standort  |                       | 1732              | Figur des Johannes Nepomuk mit Kruzifix und Märtyrerpalme in einer reich dekorierten Nische | Standort: An der Sakristeiwand beim Chor der Kirche                          |
| ja   | Datei hochladen | Pietà ID: 43405                                                            | Sakrale Kleindenkmäler                   | Durchgang zwischen Lederergasse 8 und der Seitenfassade der Piaristenkirche Standort  |                       |                   | Pietà auf hohem Sockel | Standort: An der Sakristeiwand                                               |
| ja   | Datei hochladen | Kruzifix ID: 43406                                                         | Sakrale Kleindenkmäler                   | Durchgang zwischen Lederergasse 8 und der Seitenfassade der Piaristenkirche Standort  |                       |                   | Hohes Holzkruzifix unter einem Baldachin |                                                                              |
| ja   | Datei hochladen | Zierbrunnen mit „Figurengruppe“ ID: 41608 HERIS-ID: 64320 Objekt-ID: 77027 | Profanplastiken/Kunst am Bau freistehend | Pfeilgasse 10-12 Standort                                                             | Mathias Hietz         | 1954              | Die Figuren sind aus Naturstein, das Becken aus Kunststein | Standort: Wohnhausanlage, Vorplatz                                           |
| ja   | Datei hochladen | Wachsamkeitsbrunnen ID: 43403 HERIS-ID: 59917 Objekt-ID: 71600             | Brunnen                                  | Vor dem Amtshaus, Schlesingerplatz 5 Standort                                         | Johann Martin Fischer | 1783              | Auf einem reich ornamentierten Steinpfeiler mit Löwen als Wasserspeiern erhebt sich die allegorische Figur der Wachsamkeit. | Standort: Platzmitte                                                         |